# Watford
Watford (pronuncia [ˈwɒtfə(r)d]) è un borgo dell'Hertfordshire, Inghilterra, Regno Unito.

## Geografia fisica
Watford è costruita su una collina vicino al punto in cui il fiume Colne è guadabile lungo una vecchia strada che collega l'area londinese alle Midlands.

## Amministrazione

### Gemellaggi
- Magonza, dal 1956
- Nanterre, dal 1960
- Novgorod, dal 1984
- Wilmington, dal 1985
- Pesaro, dal 1988